# Krasnaja Gorka (obwód kurgański)
Krasnaja Gorka (ros. Красная Горка) – wieś (dieriewnia) w Rosji, w obwodzie kurgańskim, w rejonie lebiażjewskim. W 2010 liczyła 91 mieszkańców.